# Elysa Ayala
Elysa Ayala González (Guayaquil, Ecuador, 1879-1956) fue una escritora y pintora ecuatoriana.

## Trayectoria literaria
Fue la primera mujer que en  Ecuador se atrevió a escribir cuentos y que, además, tuvo la osadía de tratar el tema del montubio (campesino pobre y sencillo de la costa ecuatoriana) en sus escritos, con lo cual pasó muy por encima de las costumbres de su tiempo. No hay que olvidar que la atmósfera de esos años era esencialmente machista y conservadora, a pesar de ser Guayaquil la cuna del liberalismo ecuatoriano. Los primeros trabajos de Elysa aparecieron en revistas de Argentina (Nubes Rosadas y Revista Argentina), Chile (Sucesos y El Nacional), Uruguay (Adelante), Cuba (Hero y Cosmos), Estados Unidos (América) y España (La Voz de Valencia). En Ecuador, sus textos se publicaron en La Ilustración, así como otras revistas y periódicos de la época. Dominaba el inglés y el francés, lo que le permitió traducir su propia obra a esos idiomas.

## Censura no oficial
Por décadas su nombre, junto con su obra, quedó casi absolutamente marginado de las antologías y consideraciones históricas de la narrativa, a pesar de que Morayma Ofyr Carvajal en 1949 le dedica un ensayo en su Galería de mujeres de mi patria, en donde hace el siguiente comentario: "No importa que ahora esté medio olvidada por las generaciones últimas de pioneros del arte que aún no aciertan a definir su derrotero, ni la cabalidad de su destino. No importa, digo que las generaciones nuevas, iconoclastas, insastisfechas, cuyo lema demoledor es la sistemática negación del pasado en lo noble y rotundo de sus afirmaciones y sus valores inmutables y eternos, apenas sepan que ella, la primera y la máxima cultivadora del Cuento entre las literatas de mi Patria, existe aún, medio escondida entre las brumas del anonimato y del olvido."

## Obra publicada
Su obra fue incluida, de manera póstuma, en las siguientes antologías: 
- Cuento contigo (Guayaquil, 1993)
- Antología de narradoras ecuatorianas (Quito, 1997)
- Antología básica del cuento ecuatoriano (Quito, 2001)

## Obra no publicada
Cabe destacar que una parte de su obra permanece inédita, incluyendo una novela sobre el campesinado, que al parecer era su tema favorito y del cual poseía un gran conocimiento.
- Datos: Q5368524